# Nghệ lá từ cô
Nghệ lá từ cô (danh pháp hai phần: Curcuma alismatifolia) là một loài thực vật có hoa trong họ Gừng. Loài này được François Gagnepain mô tả khoa học đầu tiên năm 1902 (in tháng 1 năm 1903). Các mẫu vật định danh M. Godefroy n. 408 và M. Godefroy n. 343 thu thập tại núi Pursat ở tây nam Campuchia, tương ứng ngày 16 tháng 6 năm 1875 và không rõ ngày trong tháng 6 năm 1875. Các mẫu vật khác là Harmand không số thu thập tại 17 độ vĩ bắc và R. Schomburgk n. 285 thu thập tại Thái Lan năm 1859.
Các tên khác được dịch từ tiếng Anh là tulip Xiêm, tulip mùa hè hoặc uất kim hương Xiêm, mặc dù vậy, nó không liên quan đến hoa tulip (chi Tulipa) mà là thuộc họ Gừng như các loài nghệ khác.

## Từ nguyên
Tính từ định danh alismatifolia là nói tới lá của nó giống như lá Alisma plantago.

## Phân bố
Là một loại cây nhiệt đới bản địa Campuchia, Lào, miền đông Thái Lan, Việt Nam. Cây này có thể trồng trong nhà. Một trong những cánh đồng có hoa này nổi tiếng là ở Vườn quốc gia Pa Hin Ngam ở tỉnh Chaiyaphum của Thái Lan. Tại Việt Nam, cây này phân bố ở Kon Tum, Tây Ninh, An Giang. Môi trường sống là rừng, ở cao độ đến 1.300 m.

## Mô tả
Cây cao 40–50 cm, các bẹ lá thấp nhất dài 7–12 cm; phiến lá 12–20 cm × 1-2,5 cm; cuống dài 40–45 cm; cụm hoa dạng bông thóc 10 cm × 3–4 cm; lá bắc màu hồng, tía, cánh sen hay trắng; các lá bắc phía dưới dài 2,0-3,5 cm, các lá bắc phía trên đến 6 cm × 1,5–2 cm; đài hoa dài 10 mm, các thùy tràng hoa dài 11 mm, thùy phía sau rộng 7 mm. Hoa màu tía hồng, tím có sọc trắng hoặc trắng, nhỏ; cánh môi đến 17 mm × 13 mm; nhị lép dài 10 mm; noãn sào có lông. Malvidin 3-rutinoside là chất màu tạo ra màu của lá bắc ở C. alismatifolia.

## Sử dụng
Người Campuchia dùng hoa làm rau ăn. Tại Thái Lan, nó là một trong những loài hoa cắt cành.

## Các mối đe dọa

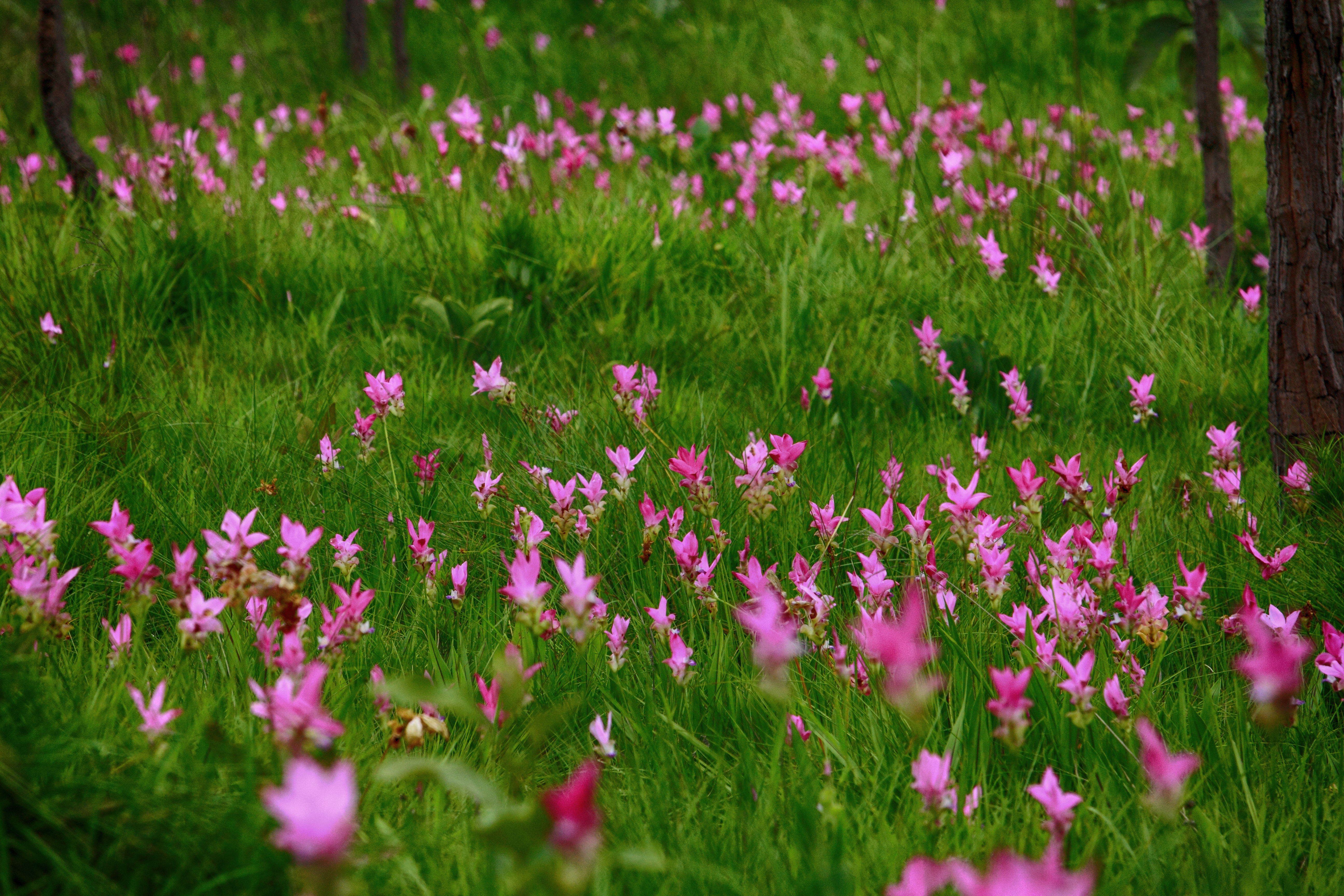
Cánh đồng hoa nghệ lá từ cô tại Vườn quốc gia Pa Hin Ngam, Thái Lan.

Mặc dù là một trong những loài cây khá phổ biến ở cả bốn quốc gia thuộc vùng thực vật Đông Dương, nhưng nó là một trong những loài giềng được khai thác thương mại nhiều nhất trong ngành công nghiệp hoa cắt cành ở Thái Lan. Nó từng là mục tiêu của những người sưu tập thương mại trong nhiều năm và việc sưu tập quá mức các thân rễ từ quần thể hoang dã này phục vụ việc nuôi cấy mô và tạo ra các giống cây trồng mới tại Thái Lan kết hợp với mất/xuống cấp môi trường sống do các mối đe dọa khác đã dẫn đến sự suy giảm quần thể trong 60 năm qua lên tới gần 30%.

## Hình ảnh

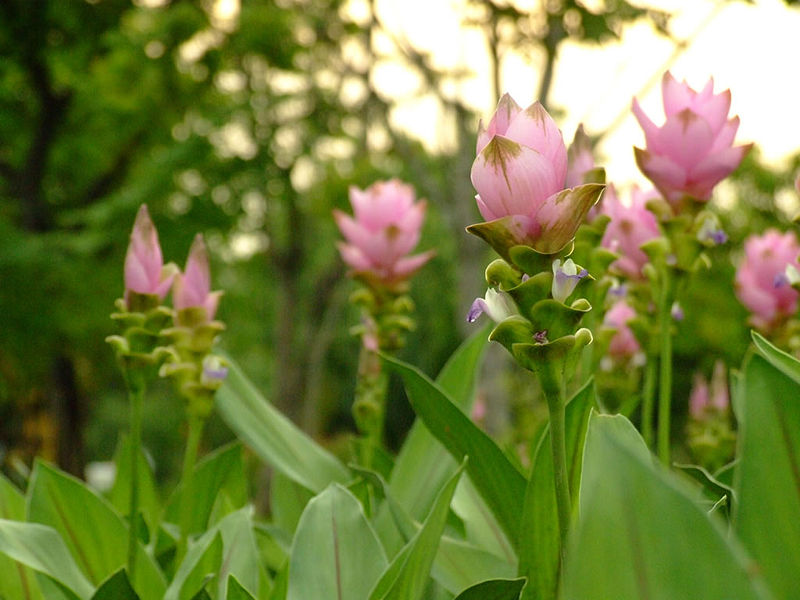
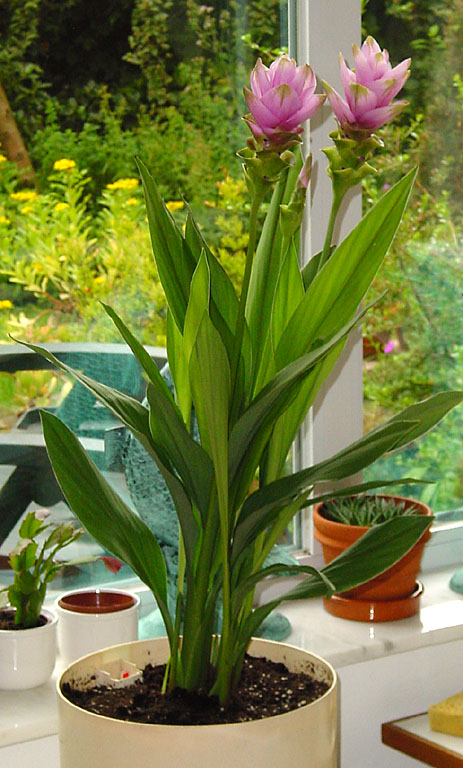
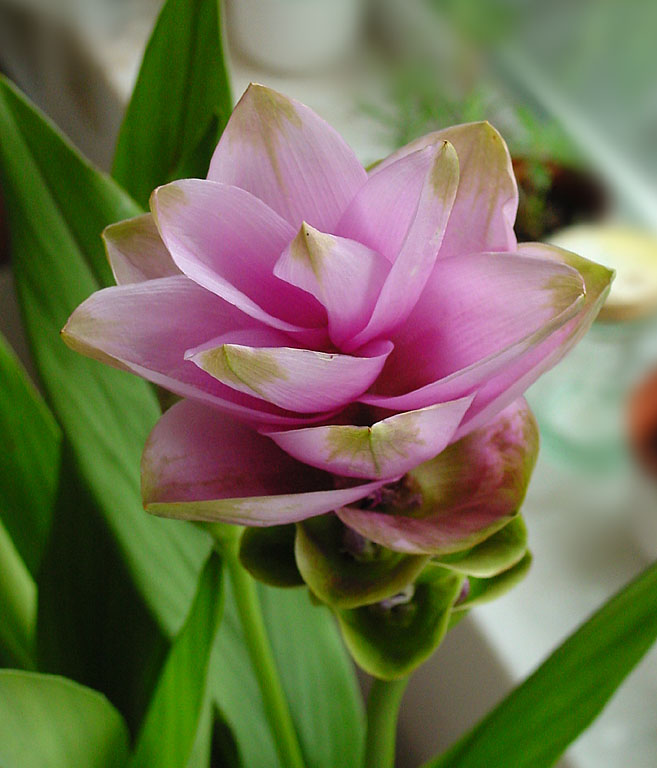
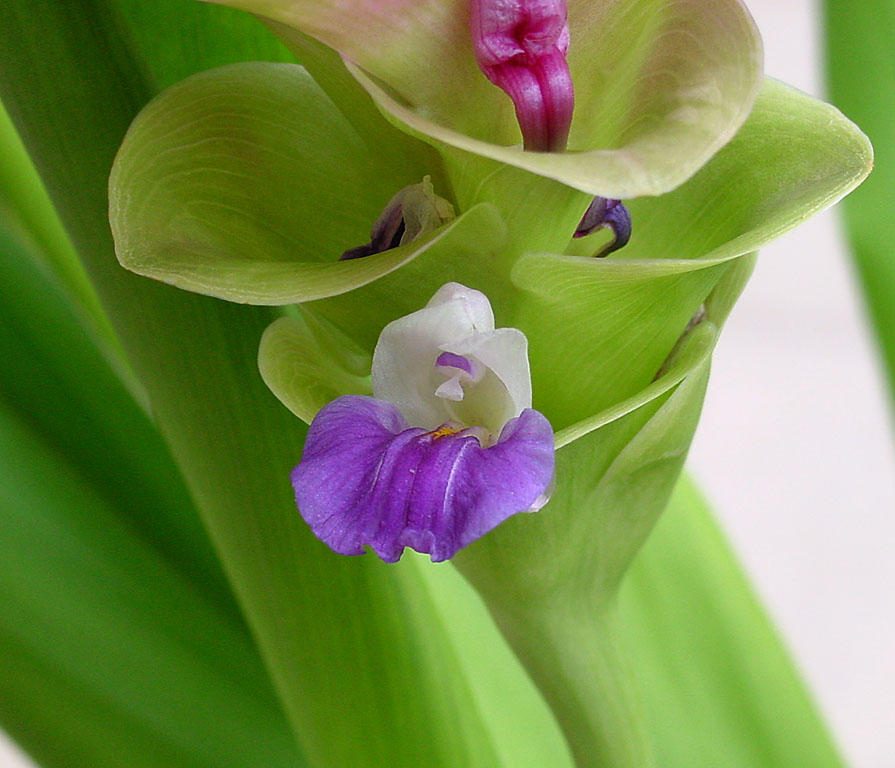
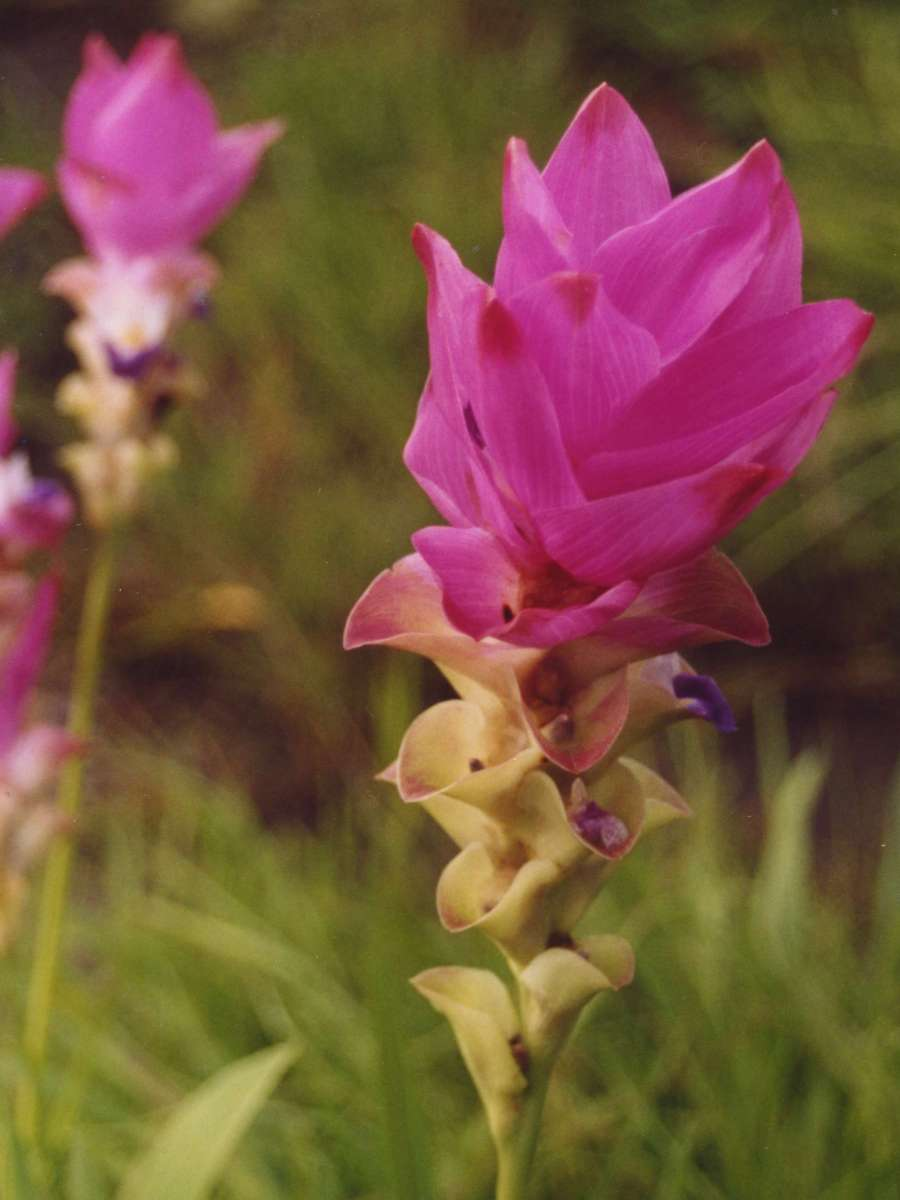